# براد هالسي
براد هالسي (بالإنجليزية: Brad Halsey)‏ هو لاعب كرة قاعدة أمريكي، ولد في 14 فبراير 1981 في هيوستن في الولايات المتحدة، وتوفي في 4 نوفمبر 2014 في نيو براونفيلز في الولايات المتحدة.

## وصلات خارجية
- براد هالسي على موقعبيزبول رفرنس.كوم (الدوري الرئيسي) (الإنجليزية)
- براد هالسي على موقعبيزبول رفرنس.كوم (الدوري الثانوي) (الإنجليزية)
- براد هالسي على موقع مشجعي الرسوم البيانية (الإنجليزية)